# جامعة عمران
جامعة عمران هي جامعة حكومية يمنية. تقع في محافظة عمران. أنشئت في عام 2005م وبدأت عملها بشكل مستقل ورسمي في عام 2007م.

## كليات الجامعة

### الكليات الإنسانية

#### كلية التربية والعلوم التطبيقية والآداب
تضم كلية التربية والعلوم التطبيقية والآداب عدة تخصصات منها:
1. القرآن الكريم وعلومه
2. اللغة العربية
3. اللغة الإنجليزية
4. الرياضيات
5. الكيمياء
6. الفيزياء
7. الأحياء
8. الجغرافيا
9. التاريخ
10. رياض الأطفال
11. الفيزياء التطبيقية
12. العلوم الزراعية
13. الترجمة

#### كلية التجارة والاقتصاد جامعة عمران
تضم كلية التجارة والاقتصاد عدة تخصصات منها:
1. إدارة أعمال
2. المحاسبة
3. العلوم المالية والمصرفية

#### كلية الأعمال
وتضم كلية الأعمال عدة تخصصات منها:
1. لغة الدراسة الإنجليزية
2. إدارة الأعمال الدولية
3. المحاسبة الدولية

### الكليات العملية

#### كلية الطب والعلوم الصحية
تضم كلية الطب والعلوم الصحية عدد من التخصصات منها:
1. الطب البشري
2. الصيدلة
3. المختبرات
4. التمريض

#### كلية الهندسة وتقنية المعلومات
وتضم كلية الهندسة وتقنية المعلومات عدد من التخصصات منها:
1. الهندسة المدنية
2. الهندسة المعمارية
3. الأمن السيبراني والشبكات
4. نظم معلومات
5. علوم حاسوب

### المراكز الاكاديمية

#### مركز الحاسوب وتقنية المعلومات
يضم مركز الحاسوب عدد من التخصصات منها:
1. دبلوم حاسوب
2. دبلوم شبكات

### المراكز العلمية والبحثية المتخصصة
1. مركز التطوير وضمان الجودة
2. مركز الدراسات والبحوث.
3. مركز التعليم المستمر وخدمة المجتمع.[1]